# 韋瓘 (唐)
韋 瓘（い かん）は、唐中期の進士。字は茂弘（もこう）。京兆府杜陵県（現在の陝西省西安市雁塔区）の出身。韋正卿（い せいきょう）の子で韋珩（い こう）の弟、韋夏卿（い かきょう）の侄に当たる。
生年は徳宗の貞元4年（788年）と記録されるが実はその翌貞元5年の生まれと推定され、憲宗の元和4年（809年）、21歳の時に状頭で進士に及第し、元和8年以前に宣歙観察使の盧坦（ろ たん）の幕職に、次いで元和10年以前に浙東観察使孟簡（もう かん）の幕職になり、元和15年以前に入朝して左拾遺（秩従八品上）を授けられたらしく、元和15年10月に右拾遺李玨（り かく）等と即位後の穆宗に対して酒色に溺れすぎていると諫奏している。そして恐らくは同年中に右補闕（秩従七品上）に改替されて史館修撰に充てられ、その後、倉部員外郎（戸部の判官、秩従六品上）、司勲郎中（吏部の判官、秩従五品上）を経て中書舎人（秩正五品上）に昇るが、文宗の大和7年（833年）に康州（現在の広東省中西部）の長史（秩正六品下）に貶官された。
莫休符（ばくきゅうふ）『桂林風土記（けいりんふうどき）』に拠れば、韋瓘は門閥貴族の出自を恃んで顕臣の座を志向していたというので、恐らくはそうした性行から李徳裕と近しくなったようで、所謂牛李の党争では李徳裕を領袖とする李党の一員に数えられ、『新唐書』に載せる伝に拠ると李徳裕が宰相の座に就いて滅多に人と会わなくなってからも韋瓘の訪問はこれを迎えその頼み事を聞く程であったという。なお、『新唐書』はその為に牛党（反李徳裕派）の領袖李宗閔（り そうびん）に悪（にく）まれ、李徳裕が宰相を罷免されると同時に貶官されたと記録するが、李徳裕の拝相は大和7年2月、罷免されて興元節度使に転出するのが翌大和8年10月なので、韋瓘の謫官はその年紀に錯乱が無ければ李徳裕の在任中であってその失脚とは別の理由にあった事になる。そこから韋の李党説を疑う説も出されるが、いずれにせよ李党の一員であった事は確かなようで、この当時に世に出たと考えられる後述『周秦行紀（しゅうしんこうき）』の真の撰者と考えられている。また、同書が謫官先を明州（現在の浙江省寧波市）とするのは同書の誤伝と考えられる一方で、或いは康州への謫官後に科が軽減されてより都に近い明州に除替された可能性もある。
その後、武宗の即位によって開成5年（840年）に李徳裕が再度入相すると韋瓘も復朝されたらしく、会昌6年（846年）には楚州刺史（秩正四品上）を拝命して御史中丞を兼帯し、宣宗の大中2年（848年）2月に桂管経略使（治所は現在の広西チワン族自治区桂林市）に栄転するが、その間、長安では大中元年に李徳裕が失脚しており、大中2年5月に牛党の馬植（ば しょく）が宰相となるに及ぶと、馬植によって僅か半年前後で太僕卿分司東都（太僕寺の洛陽分局長官、秩従三品？）という名のみの閑職へと除替された。馬植は李徳裕から疎まれて入朝後の要官就任を阻まれていたと伝えられ、『桂林風土記』に拠ると長安在官時の会昌年間に李徳裕と親しい韋瓘に執り成しでも求めたものか28度も面会を申し込むが全て無視され、これを恨んで宰相の座に就くや即座に韋瓘を除替したという。なお、洛陽では崇譲里に邸を構えていた。
分司就官後の経歴は伝わらず卒年も不明であるが、懿宗咸通2年（861年）至3年（862年）に康志睦（こう しぼく）の碑文を撰しているので当時の生存は確認できる（時に73至74歳）。
韋瓘の著作は僅かに『全唐文』の3篇と『全唐詩』に収める1首しか現伝しておらず、文集等の存在は確認できないが、一に牛僧孺の名を騙って『周秦行紀』を偽撰したと目されている。唐室に対する不敬な表現が見える同書は宋の賈黄中（か こうちゅう）が李宗閔と並んで李徳裕の政敵であった牛僧孺の排斥を狙った韋瓘が著したものと説いて以降、その明証が示されていないので異説もあるものの、何らかの根拠に基づくであろうと是認され通説となっている。